# Symmachia juratrix
Symmachia juratrix is een vlindersoort uit de familie van de prachtvlinders (Riodinidae), onderfamilie Riodininae.
Symmachia juratrix werd in 1851 beschreven door Westwood.